# Solapur
Solapur (eller Sholapur) är en stad i den indiska delstaten Maharashtra. Den är administrativ huvudort för distriktet Solapur och beräknades ha cirka 1 miljon invånare 2018.